# Bahnstrecke Kaipiainen–Tirva
| Streckenlänge: | etwa 6 km           |                                          |                                          |
| Spurweite: | 600 mm (Schmalspur) |                                          |                                          |
| |                     |                                          |                                          |
| \| \| \| Bahnstrecke Kouvola–Joensuu von Joensuu \| \| \| \| 0,0 \| Kaipiainen \| Kaipiainen \| \| \| \| Bahnstrecke Kouvola–Joensuu nach Luumäki \| \| \| \| \| Tirvanjärvi \| \| \| \| 6,0 \| Tirva \| Tirva \| |                     |                                          |                                          |
| Strecke |                     | Bahnstrecke Kouvola–Joensuu von Joensuu  | Bahnstrecke Kouvola–Joensuu von Joensuu  |
| Bahnhof | 0,0                 | Kaipiainen                               | Kaipiainen                               |
| Abzweig ehemals geradeaus und nach links |                     | Bahnstrecke Kouvola–Joensuu nach Luumäki | Bahnstrecke Kouvola–Joensuu nach Luumäki |
| Brücke (Strecke außer Betrieb) |                     | Tirvanjärvi                              | Tirvanjärvi                              |
| Betriebs-/Güterbahnhof Streckenende (Strecke außer Betrieb) | 6,0                 | Tirva                                    | Tirva                                    |

Die Bahnstrecke Kaipiainen–Tirva war eine schmalspurige finnische Bahnstrecke in der Region um Lappeenranta in Südkarelien. Sie führte vom Bahnhof Kaipiainen (schwedisch Kaipiais) an der Bahnstrecke Kouvola–Joensuu nach Tirva.

## Geschichte
Nach dem Kauf der Wasserrechte am Tirvajärvi baute Knut August Palmberg 1890 ein Sägewerk und ein Hobelwerk in Tirva, zusätzlich von 1906 bis 1912 die Suomen Myllykivitehdas Oy, die Mühlsteine herstellte, sowie mehrere andere Werkstätten wie eine techno-chemische Fabrik, die von 1913 bis 1919 bestand. Um Waren zu den Fabriken zu transportieren, ließ Palmberg 1904 die Schmalspurbahn von Tirva zum Bahnhof Kaipiainen mit einer Länge von etwa 6 Kilometern mit der Spurweite von 600 mm erbauen.
Nachdem die techno-chemische Fabrik 1919 nach Voikoski verlegt worden war, wurde auf dem Gelände eine Papiermühle errichtet, die bis 1928 betrieben wurde. In der Gegend gab es zudem ein 1913 fertiggestelltes Elektrizitätswerk.
Die Tirva-Mühlen wurden 1928 von Enso-Gutzeit Oy übernommen, danach waren bis zu einem Brand im Winter 1947 nur noch das Sägewerk und das Hobelwerk in Betrieb. Anschließend wurde der Betrieb eingestellt.

## Betrieb
Auf der Strecke wurden zunächst Pferde zum Ziehen der Wagen verwendet. Dann wurde eine Motorlokomotive aus englischer Produktion über Axel von Knorring tekniska byrå AB, Helsinki (jetzt Knorring Oy) erworben, die vor 1910 ankam, von Tirva an Knorring zurückgegeben wurde und 1917 im Werk Kotka zum Einsatz kam. Anschließend wurde eine von Tampella gebaute Dampflokomotive (Fabriknummer 175/1911) genutzt. Nach dem Erwerb der Tirva-Mühlen durch Enso-Gutzeit wurde eine von der Kartonfabrik Pankakoski ausgeliehene Dampflok Nr. 5 (Baldwin 17346/1900) zwischen 1930 und 1935 eingesetzt.
Die Schmalspurbahn wurde in den 1950er Jahren abgebaut, der Lokschuppen stand noch viele Jahre.